# 외국인 및 선동법
외국인 및 선동법(Alien and Sedition Acts)은 1798년 미국의 4개 법률로, 국가 안보를 이유로 이민을 제한하고 수정 헌법 제1조의 언론의 자유 보호를 제한하려고 했다. 이 법들은 존 애덤스 대통령의 연방당이 프랑스 공화국과의 분쟁과 국내 정치적 전복에 대한 관련 우려에 대한 대응으로 지지했다. 선동법에 따른 언론인 기소는 야당인 민주공화당에 대한 대중의 지지를 결집시켰고, 1800년 선거에서 그들의 성공에 기여했다. 토머스 제퍼슨의 새로운 행정부에서는 전시 또는 침략 위협에 직면하여 외국인 구금 및 추방 권한을 대통령에게 부여하는 외국인 적대법만이 유효하게 유지되었다.
| 법률                 | 목적                                                                            | 현황 |
| -------------------- | ------------------------------------------------------------------------------- | --- |
| 1798년 귀화법        | 시민권 취득 요건을 강화한다.                                                    | 1802년에 폐지되었다. |
| 1798년 외국인 친구법 | 대통령이 외국인을 투옥하고 추방할 수 있도록 한다.                               | 1800년에 만료되었다. |
| 1798년 외국인 적대법 | 전쟁, 침략 또는 약탈적 침입 시 대통령에게 외국인을 구금할 추가 권한을 부여한다. | 1918년에 성 중립적 적용을 위해 개정되었으며, 현재 회기별 법전 (50 U.S.C. 21 et seq.) 제4067조부터 제4070조에 성문화되어 있다. |
| 1798년 선동법        | 연방 정부에 대한 허위 및 악의적인 진술을 범죄화한다.                            | 1800년에 만료되었다. |

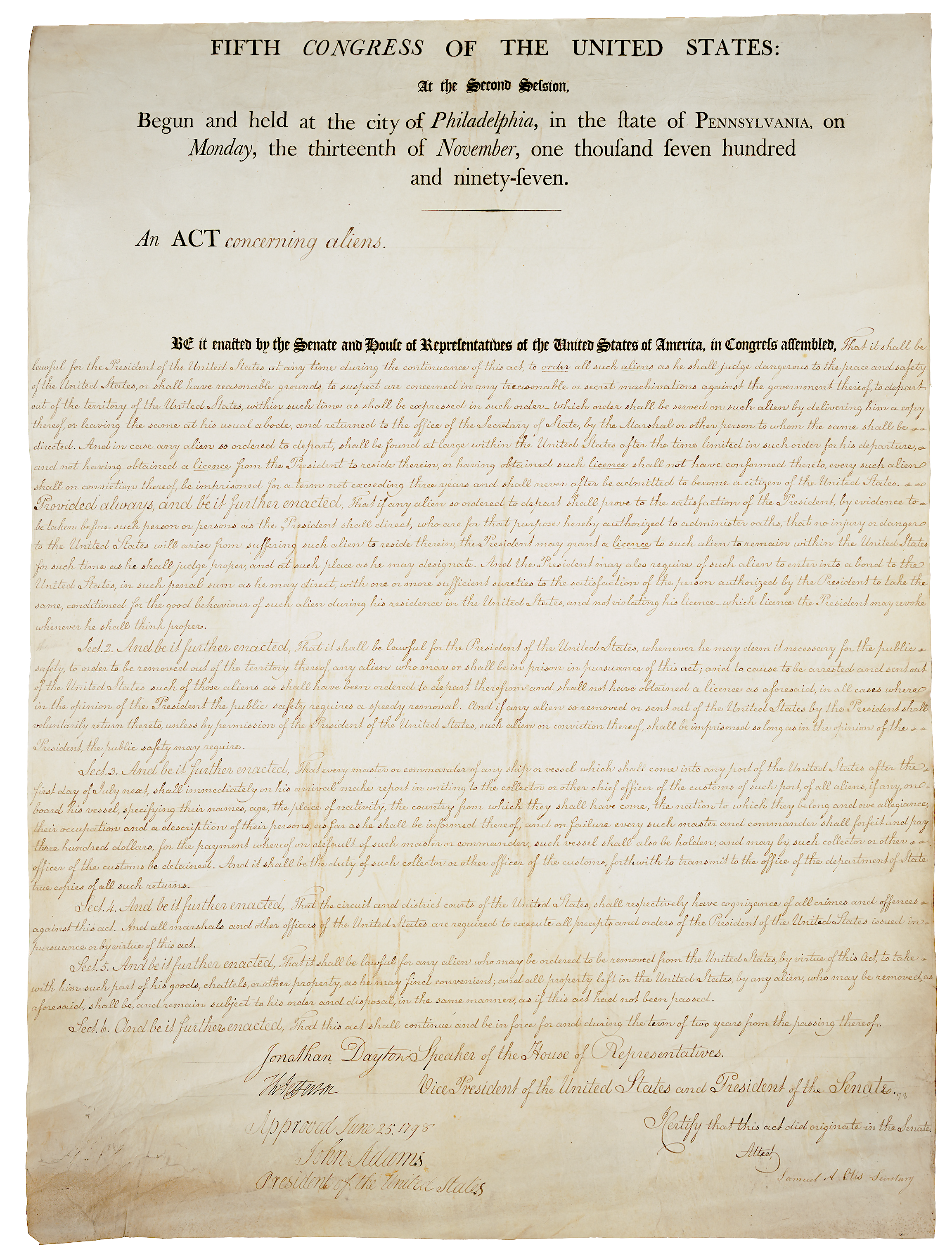
1798년 외국인 친구법

1800년 이후부터 도널드 트럼프 2기 행정부까지 살아남은 외국인 적대법은 선언된 전쟁 중에 세 번 발동되었다: 미영 전쟁, 제1차 세계 대전 및 제2차 세계 대전.
이 네 가지 발동 중, 외국인 적대법은 제1차 세계 대전과 제2차 세계 대전 동안 독일계 미국인뿐만 아니라 이탈리아계 미국인 강제 수용 및 더 적은 정도로 일본계 미국인의 구금 뒤에 있는 법적 권한으로 가장 잘 알려져 있다.
2025년 3월, 도널드 트럼프 대통령은 외국인 추방을 신속하게 처리하기 위한 권한으로 외국인 적대법을 발동했으며, 이 발동은 현재 진행 중인 소송의 대상이다.

## 역사
미국 독립 전쟁이 끝난 후, 프랑스는 더 이상 대출을 제공할 수 없었고, 의회는 더 이상 병사들에게 급여를 지불할 수 없었다. 1793년, 의회는 전쟁 중 프랑스 대출 상환을 일방적으로 중단했고, 1794년에는 영국과 제이 조약을 체결했다. 1792년부터 1797년까지 제1차 대프랑스 동맹 전쟁에 참여하고 있던 프랑스는 프랑스 사략선이 동해안과 카리브 제도에서 미국 선박을 나포하며 보복했다.
존 애덤스 대통령은 파리에 사절을 보냈지만, 프랑스 외무장관 탈레랑이 공식 협상을 시작하는 조건으로 뇌물을 요구했다는 보도가 나왔다. 탈레랑의 XYZ 사건에 대한 설명이 필라델피아 오로라(Philadelphia Aurora)에 실리면서 선동법에 따른 첫 번째 기소 시도가 시작되었다. 애덤스와 그의 연방주의 행정부에 대한 선동적 명예훼손 혐의로 기소된 오로라의 발행인 벤자민 프랭클린 바체는 재판 전에 사망했다.
프랑스와의 미해결 분쟁은 거의 전적으로 해상에서, 주로 카리브 제도와 미국 동해안에서 벌어진 (1798년~1800년) 유사전쟁으로 발전했다. 애덤스 행정부는 유럽에서 프랑스의 군사적 성공이 프랑스 혁명 이상주의의 더 넓은 호소에 의해 도움을 받았다고 믿으며, 국내 전복에 대한 프랑스 전략에 대한 대응으로 외국인 및 선동법을 제안했다.
전국적으로 시위가 발생했으며, 비판자들은 이 법들을 의회와 사법부의 권한에 대한 연방 행정부의 침해이자 수정 헌법 제1조에 보장된 언론의 자유를 침해하는 행위로 비난했으며, 주로 민주공화당 반대 세력을 억압하기 위한 것이라고 주장했다. 1800년 미국 대통령 선거 출마를 위한 선거 자료로, 부통령 토머스 제퍼슨은 비밀리에 켄터키 결의안을 작성했고, 버지니아 주 의회에서 제임스 매디슨이 이에 동의하며 주들이 법들을 위헌으로 무효화할 권리를 주장했다. 제퍼슨은 이 법이 폐지되지 않으면 주들을 "혁명과 피"로 몰아넣을 수 있다고 주장했다.
놀란 연방당원들은 민주공화당원들이 프랑스인과 프랑스 동조 이민자들의 전복 활동을 보호하고 있다고 비난했다. 연방당 팜플렛 작가 윌리엄 코벳은 오로라의 바체 후임인 윌리엄 듀안이 연합 아일랜드 이민자들 사이에서 음모를 꾸미고 있다고 비난했다. 필라델피아의 아프리카 자유 학교에 모여 "자유를 위해 고통받은 모든 이들"과 함께 자유 흑인들을 받아들인 아일랜드 공화주의자들은 "자유로운 형태의 정부와 모든 주제에 대한 통제되지 않은 의견이 모든 인류의 공통된 권리"라는 명제에 헌신하는 사회를 결성했다. 유사 전쟁과 (당시 아직 프랑스 공화국의 깃발 아래 있던) 아이티 혁명을 배경으로, 코벳에게는 이것이 노예 반란을 조직하여 "전국을 반란과 유혈 사태에 휘말리게 할" 의도의 충분한 증거였다. 듀안은 이 법에 항의하면서 조지 워싱턴에게 보낸 편지에서 "유대인, 야만인, 이슬람교도, 우상숭배자 등 모든 사람에게 태양이 동등하게 비춘다"는 완전히 시민적인 미국 시민권 개념을 주장했다.
존 애덤스 대통령이 듀안을 자신의 패배에 가장 큰 책임이 있는 세네 명 중 한 명으로 지목하면서, 제퍼슨의 민주공화당 후보는 1800년 선거에서 승리했다. 대통령에 취임하자 제퍼슨은 선동법에 따라 여전히 복역 중인 사람들을 사면했고, 새로운 의회는 그들의 벌금을 상환했다.
원래의 네 가지 법안 중 1802년까지 외국인 적대법만이 남아 있었다.

## 법안

### 외국인 친구법
외국인 친구법 (공식 명칭 "외국인에 관한 법률")은 대통령이 "미국의 평화와 안전에 위험하다고 판단되는" 모든 외국인을 추방할 권한을 부여했다. 외국인이 위험하다고 판단되거나 정부에 반대하는 음모를 꾸미는 것으로 의심되면 대통령은 합리적인 추방 기간을 설정할 권한이 있었고, 기한 이후에도 머무는 경우 최대 3년의 징역형을 받을 수 있었다. 이 법은 직접적으로 시행된 적은 없지만, 애덤스 행정부에 대한 비판을 억압하기 위해 선동법과 함께 자주 사용되었다. 제정 당시 외국인 친구법은 2년간 유효하도록 승인되었고, 그 이후에는 일몰되었다. 민주공화당은 이 법에 반대했으며, 토머스 제퍼슨은 이를 "가장 혐오스러운 것... 8세기나 9세기에나 어울리는 것"이라고 언급했다.
이 법은 직접적으로 시행되지는 않았지만, 이 법에 따라 기소될 것을 두려워한 외국인들의 자발적인 출국을 초래했다. 애덤스 행정부는 이러한 출국을 장려했고, 티머시 피커링 국무장관은 선박의 통행을 보장했다. 애덤스는 최종 결정권을 위임하지 않았지만, 피커링 장관은 외국인 친구법의 시행을 감독할 책임이 있었다. 애덤스와 피커링 모두 이 법이 효과를 발휘하기에는 너무 약하다고 생각했다. 피커링은 이 법이 보증인을 요구하고 추방 전 구금을 허용하도록 강화되기를 바랐다.
많은 프랑스 국민들이 추방 대상으로 고려되었지만, 자발적으로 출국할 수 있었거나 애덤스가 그들에 대해 조치를 취하지 않았다. 이들 중에는 철학자 콩스탕 프랑수아 드 샤스뵈프 볼네이 백작, 빅토르 콜로 장군, 학자 메데릭 루이 엘리 모로 드 생메리, 외교관 빅토르 마리 뒤퐁 등이 있었다. 피커링 장관은 또한 이 법을 미국 주재 프랑스 외교 대표단에게 적용할 것을 제안했지만, 애덤스는 거부했다. 언론인 존 데일리 버크는 선동죄로 재판받는 것을 피하기 위해 비공식적으로 이 법에 따라 출국하기로 동의했지만, 이 법의 만료일까지 버지니아주에 숨어 지냈다. 애덤스는 추방 명령에 서명한 적이 없다.:187–193

### 외국인 적대법
외국인 적대법(공식 명칭 "적대 외국인에 관한 법률")은 외국인 친구법을 보완하기 위해 통과되었으며, 전쟁 또는 침략 시 외국인의 활동을 규제할 수 있는 추가 권한을 정부에 부여했다. 이 법에 따라 대통령은 적국 출신의 14세 이상 남성을 체포, 재배치 또는 추방할 수 있었다. 또한 이 법에 적용되는 사람들을 위한 일부 법적 보호도 제공했다. 다른 법들과 달리 이 법은 민주공화당의 큰 반대에 부딪히지 않았다.:249
외국인 적대법은 일몰 조항을 포함하지 않았으며, 회기별 법전의 제4067조부터 제4070조 (50 U.S.C. 21–24)로 성문화되어 계속 유효하게 적용되고 있다.

### 귀화법
귀화법은 미국 시민권 취득을 위한 거주 요건을 5년에서 14년으로 늘렸고, 통지 기간도 3년에서 5년으로 늘렸다. 이 법은 국가 안보 보호라는 명목으로 통과되었지만, 대부분의 역사가들은 연방당에 동의하지 않는 시민, 즉 유권자의 수를 줄이려는 의도였다고 결론 내린다. 당시 대부분의 이민자들은 연방당의 정치적 반대파인 토머스 제퍼슨과 민주공화당을 지지했다. 이 법은 일몰되지 않았지만, 1802년 귀화법에 의해 폐지되었다.

### 선동법
연방당이 장악한 의회는 44대 41로 선동법을 통과시켰다. 이 법률은 "미국 정부나 미국 의회의 어느 한 원 또는 미국 대통령에 대한 허위적이고 추문적이며 악의적인 글"을 인쇄하는 것을 불법으로 규정했다.
이 법은 애덤스 행정부에 대한 비판을 억압하는 데 사용되었는데, 여기에는 연방당과 의견을 달리했던 많은 제퍼슨 지지 신문사 소유주들의 기소와 유죄 판결이 포함되었다.
선동법은 당시 부통령인 토머스 제퍼슨이 연방당이 장악한 의회의 정치적 반대파였기 때문에 부통령에 대한 언론 활동에는 적용되지 않았다. 선동법은 1800년에 만료되도록 허용되었고, 그 시행은 그 해 제퍼슨이 대통령 선거에서 승리하는 데 기여했다고 평가된다.
선동법에 따른 주요 기소 사례는 다음과 같다.
- 벤자민 프랭클린 바체, 민주공화당 신문 필라델피아 오로라의 편집자로, 선동법에 따라 처음으로 체포되었다. 1798년 그는 애덤스 대통령을 족벌주의와 군주제적 야망으로 비난하며 ("눈 멀고 대머리에 절름발이며 이빨 없고 불평 많은 애덤스") 명예훼손 혐의로 기소되었다.[33] 그는 XYZ 사건에서 프랑스의 입장을 지지했다.[7] 보석으로 석방되었으나 재판 전에 황열로 사망했다.[24]:27–29, 65, 96
- 1799년, 오로라의 바체 후임인 윌리엄 듀안은 선동법에 따라 두 차례 기소되었다. 필라델피아에서 "연합 아일랜드 폭동"을 선동한 혐의[16]:107–111와 영국이 애덤스 행정부에 영향력을 행사하기 위해 음모를 사용했음을 암시하는 사설을 쓴 혐의였다. 두 경우 모두 검찰 측 주장은 무너졌다.[34]
- 버몬트주 출신의 민주공화당 의원인 매슈 라이언은 법정에서 외국인 및 선동법에 따른 혐의에 이의를 제기한 최초의 개인이었다.[8] 그는 1800년 버몬트 저널에 쓴 에세이에서 정부를 "어리석은 허세, 어리석은 아첨, 이기적인 탐욕"으로 비난한 혐의로 기소되었다. 재판을 기다리는 동안 라이언은 "귀족주의의 재앙"이라는 부제가 붙은 라이언의 공화당 매거진을 출판하기 시작했다. 재판에서 그는 1,000달러의 벌금을 선고받고 4개월 징역형을 선고받았다. 석방 후 그는 의회로 돌아갔다.[35][24]:102–108
- 제임스 T. 캘린더는 반전 및 반부패 논문을 출판하여 논란에 휘말린 후 미국으로 도피한 스코틀랜드 팜플렛 작가였다. 처음에는 필라델피아에 살다가 근처 버지니아주로 피난한 그는 『우리 앞의 전망(The Prospect Before Us)』이라는 책을 썼는데(출판 전 부통령 제퍼슨이 읽고 승인했다), 이 책에서 그는 애덤스 행정부를 "악의적인 열정의 끊임없는 폭풍"이라고 불렀고, 대통령을 "불쾌한 학구적이고 위선적인 사람이며 무원칙한 억압자"라고 불렀다. 이미 버지니아에 거주하며 리치먼드 이그재미너에 글을 쓰고 있던 캘린더는 1800년 중반 선동법에 따라 기소되었고, 이후 유죄 판결을 받아 200달러의 벌금과 9개월 징역형을 선고받았다.[24]:211–220
- 앤서니 해스웰은 영국 이민자이자 제퍼슨 지지 신문 버몬트 가제트의 인쇄인이었다.[36] 필라델피아 오로라에서 자료를 얻은 해스웰은 연방 정부가 왕당파를 고용했다는 바체의 주장을 재인쇄했다. 해스웰은 또한 라이언의 아들들이 벌금을 마련하기 위한 복권 광고를 게재했는데, 이 광고는 교도관들이 "찬탈된 권한"을 행사하며 라이언을 억압한다고 비난했다.[37] 해스웰은 윌리엄 패터슨 판사에 의해 선동적 명예훼손으로 유죄 판결을 받았고, 2개월 징역과 200달러 벌금을 선고받았다.[38]
- 루터 볼드윈은 뉴저지주 뉴어크를 방문한 애덤스 대통령을 겨냥한 술 취한 사건으로 기소되어 유죄 판결을 받고 100달러의 벌금을 물었다. 퍼레이드 중 총소리를 듣고 그는 "애덤스 뒤통수에 맞았으면 좋겠다"고 소리쳤다.[39][24]:112–14
- 1798년 11월, 데이비드 브라운은 벤자민 페어뱅크스를 포함한 한 무리의 사람들과 함께 데덤 (매사추세츠주)에서 "인지세법 반대, 선동법 반대, 외국인 법안 반대, 토지세 반대, 미국의 폭군 타도; 대통령에게 평화와 은퇴; 부통령 만세"라는 글이 적힌 자유의 기둥을 세웠다.[38][40][41] 브라운은 매사추세츠주 앤도버에서 체포되었지만, 4,000달러의 보석금을 감당할 수 없어서 재판을 위해 세일럼으로 이송되었다.[40] 브라운은 1799년 6월에 재판을 받았다.[38] 브라운은 유죄를 인정했지만, 새뮤얼 체이스 판사는 그에게 자신을 도운 다른 사람들의 이름을 밝히라고 요구했다.[38] 브라운은 거부했고, 480달러의 벌금(2022년 기준 $7,300에 해당)과 18개월 징역형을 선고받았는데, 이는 선동법에 따라 부과된 가장 가혹한 형량이었다.[40][38][42]

1798년 7월 14일 애덤스가 법으로 서명한 선동법은 연방당이 장악한 의회에서 여러 차례 개정된 후에야 통과되었으며, 1801년 3월에 만료되는 조항을 포함했다.

## 외국인 적대법 발동 사례
1800년 유사 전쟁 종결 이후부터 2025년 트럼프 대통령 2기 행정부까지, 외국인 적대법은 미국 행정부에 의해 세 차례 발동되었다.

### 미영 전쟁
제임스 매디슨 대통령은 미영 전쟁 중 영국 국민들에게 이 법을 발동하여 추가 의무를 수행하기 위해 지방 당국에 보고하도록 명령했다.

### 제1차 세계 대전

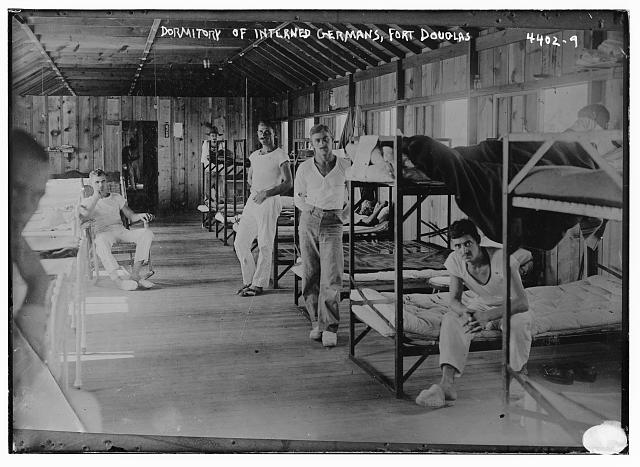
제1차 세계 대전 중 포트 더글러스에 수용된 독일계 미국인 수용자들

우드로 윌슨 대통령은 제1차 세계 대전 중 동맹국 국민들에게 이 법을 발동했다. 1918년, 법 개정으로 법을 남성에게만 제한하는 조항이 삭제되었다.

### 제2차 세계 대전
1941년 12월 7일, 진주만 폭격에 대응하여 프랭클린 D. 루스벨트 대통령은 개정된 외국인 적대법의 권한을 사용하여 대통령 포고 #2525 (외국인 적대 – 일본인), #2526 (외국인 적대 – 독일인), #2527 (외국인 적대 – 이탈리아인)을 발표하여 일본인, 독일인, 이탈리아인 외국인을 체포, 구금, 확보, 추방할 수 있도록 했다. 그러나 미국 강제수용소에 수용된 12만 명의 일본계 미국인 중 대부분은 루스벨트가 1942년 초에 발표한 백악관 행정명령 9066호의 권한에 따라 일본 혈통이라는 이유만으로 구금된 미국 시민이었다. 이 명령은 외국인 적대법과 무관한 전시 및 국방 법령에 따라 발표되었으며, 주로 일본계 미국인을 대상으로 했지만 독일계 및 이탈리아계 미국 시민 소수도 구금하게 되었다.
독일 및 이탈리아와의 적대 행위는 1945년 5월에 종료되었고, 해리 S. 트루먼 대통령은 7월 14일에 대통령 포고 #2655를 발표했다. 이 포고는 법무부 장관에게 미국 본토 내 적대 외국인에 대한 권한을 부여하여, 그들이 "미국의 공공 평화와 안전에 위험한지" 여부를 결정하고, 그들을 추방하도록 명령하며, 외국인 적대법을 인용하여 추방을 규제하는 규정을 만들 수 있도록 했다. 1945년 9월 8일, 트루먼은 대통령 포고 #2662를 발표하여 국무장관에게 라틴아메리카 국가들에서 미국으로 보내진 적대 외국인을 추방할 권한을 부여했다. 1946년 4월 10일, 트루먼의 포고 #2685는 이전 포고들을 수정하고, 추방을 위한 30일 기한을 설정했다.
1948년 루데케 대 왓킨스 사건에서 대법원은 외국인 적대법에 따른 석방 시점을 해석했다. 독일 외국인 쿠르트 G. W. 뤼데케는 1941년 12월 8일 포고 2526호에 따라 구금되었고, 적대 행위 중단 이후에도 계속 구금되었다. 1947년, 뤼데케는 법무부 장관이 그를 추방하도록 명령한 후 석방을 명령하는 인신보호 영장을 청원했다. 법원은 5대 4로 인신보호 영장 거부 판결을 내린 지방법원 및 항소법원의 결정을 확정했다. 법원은 또한 외국인 적대법이 적대 행위가 중단된 이후에도 실제 적대국이나 정부와 조약이 체결되거나 대통령이 적대 행위가 종료되었다고 판단할 때까지 구금을 허용한다고 결론 내렸다.
로널드 레이건 대통령은 1988년 시민 자유법에 서명하여, 일본계 미국인 강제 수용이 "인종적 편견, 전쟁 히스테리, 그리고 정치적 리더십의 실패"에 기반을 두었음을 인정하고, 생존자들에게 보상을 승인했다.

### 베네수엘라인에 대한 평시 사용
2024년 9월 20일, 미국으로 망명을 신청하는 베네수엘라인의 수가 증가하는 가운데, 당시 후보였던 도널드 트럼프는 재선되면 외국인 및 미국 내 범죄 조직의 추방을 신속하게 처리하기 위해 외국인 적대법을 발동할 것이라고 발표했다. 2024년 10월 27일, 그는 매디슨 스퀘어 가든에서 열린 유세에서 다시 외국인 적대법을 발동하며, 집권 "첫날"부터 갱단 및 범죄 조직에서 활동하는 불법 이민자들을 추방하는 데 이 법을 사용할 것이라고 주장했다.
트럼프는 2025년 1월 20일 두 번째 취임 연설에서 이러한 의사를 다시 밝혔고, 3월 14일에는 베네수엘라 범죄 조직 아라과 열차단에 의해 저질러지거나 시도되고 있는 침략이라고 규정한 것에 대해 외국인 적대법을 발동하는 대통령 포고에 서명했다. 다음 날 그는 베네수엘라의 의심스러운 갱단원들을 엘살바도르의 테러리스트 수감 센터로 추방하는 것을 승인했다. 트럼프의 행정 명령은 추방을 막기 위한 소송인 J.G.G. 대 트럼프에 따라 미국 컬럼비아 특별구 지방법원의 제임스 보스버그 판사에 의해 같은 날 일시적으로 중단되었다.
2025년 4월 7일, 미국 연방 대법원은 보스버그 판사의 임시 접근 금지 명령을 취소하고 원고들이 자신들이 구금된 워싱턴 D.C.가 아닌 텍사스에서 소송을 제기해야 한다고 판결했다. 법원은 또한 정부가 원고들에게 충분한 통지를 제공하고 추방에 이의를 제기할 기회를 주어야 한다고 판결했다. 이 판결은 추방의 합헌성에 대해서는 다루지 않았다.
2025년 4월 19일, 대다수 대법관들이 트럼프 행정부가 4월 7일 판결을 준수하고 있지 않다고 불신한다는 신호로, 대법원은 텍사스 북부지방에서 진행 중인 추방 절차를 중단하는 A.A.R.P. 대 트럼프에 대한 야간 긴급 명령을 내렸다. 법원 제출 서류에 따르면, 정부는 24시간 이내에 베네수엘라 구금자들을 국외로 비행시킬 계획이었다.

## 같이 보기
- 1705년 외국인법 (영국)
- 제1차 정당제 (미국, 1794년~1824년)
- 1795년 선동 집회법 (영국)
- 미국 이민 및 귀화 법률의 역사
- 로건 법 (1799년)
- 1917년 간첩법
- 1918년 선동법
- 외국인 등록법 (1940년)
- 1952년 이민국적법
- 2002년 국토안보법
- 미국 내 망명
- 도널드 트럼프 2기 행정부의 추방

## 참고 문헌
1. ↑  “50 USC Ch. 3: Alien Enemies”. 미국 법전. 2025년 3월 22일에 원본 문서에서 보존된 문서. 2025년 3월 25일에 확인함.
2. ↑  Treisman, Rachel (2024년 10월 19일). “Trump is promising deportations under the Alien Enemies Act of 1798. What is it?”. 《NPR》 (영어). 2025년 5월 23일에 확인함. Vladeck says the Alien Enemies Act was used to detain mostly Italian and German nationals.
3. ↑  “The Alien Enemies Act: What to know about a 1798 law that Trump has invoked for deportations”. 《POLITICO》 (영어). 2025년 3월 16일. 2025년 5월 23일에 확인함.
4. ↑  Rappleye, Charles (2010). 〈Georgetown University Law Library〉. 《Robert Morris : financier of the American Revolution》 1 Simon & Schuer hacover []판. New York : Simon & Schuster. 300–313쪽. ISBN 978-1-4165-7091-2. LCCN 2010020461. OCLC 2010020461. 2017년 2월 24일에 원본 문서에서 보존된 문서. Alt URL
5. ↑  “The Quasi-War with France (1798 - 1801)”. 《USS Constitution Museum》 (영어). 2025년 4월 8일에 확인함.
6. 1 2  Andonian, Raffi. “The Adamant Patriot: Benjamin Franklin Bache as Leader of the Opposition Press | Penn State University Libraries”. 《libraries.psu.edu》 (영어). 2025년 4월 13일에 확인함.
7. 1 2  Clark, Allan C. (1906). 《William Duane》. 《Records of the Columbia Historical Society, Washington, D.C.》 9. 14–62, 22쪽. ISSN 0897-9049. JSTOR 40066936.
8. 1 2 3  
“The Alien and Sedition Acts: Defining American Freedom”. 《Constitutional Rights Foundation》. 2003. 2016년 8월 21일에 원본 문서에서 보존된 문서. 2015년 10월 14일에 확인함.
9. ↑  
Halperin, Terri Diane (2016). 《The Alien and Sedition Acts of 1798》. JHU Press. ISBN 978-1421419701.
10. ↑  Watkins, William J. Jr. (2008). 《Reclaiming the American Revolution》. Palgrave Macmillan US. 28쪽. ISBN 978-0-230-60257-1.
11. 1 2  Martin 2010, 81쪽.
12. ↑  Chernow, Ron. "Alexander Hamilton". 2004. p587. Penguin Press.
13. ↑  Chernow, Ron (2005년 3월 29일). 《Alexander Hamilton》 (영어). Penguin. 573쪽. ISBN 978-1-101-20085-8.
14. ↑  
Knott, Stephen F. (2005). 《Alexander Hamilton and the Persistence of Myth》. Lawrence, Kansas: 캔자스 대학교 출판부. 48쪽. ISBN 978-0-7006-1419-6.
15. 1 2  McAleer, Margaret H. (2003). 《In Defense of Civil Society: Irish Radicals in Philadelphia during the 1790s》. 《Early American Studies》 1. (176–197) 187–188쪽. ISSN 1543-4273. JSTOR 23546484.
16. 1 2  MacGiollabhui, Muiris (2019). 《Sons of Exile: The United Irishmen in Transnational Perspective 1791-1827》 (학위논문). UC Santa Cruz (Thesis). 94–95, 198쪽.
17. ↑  Duane, William (1797), Letter to George Washington President of the United States, Baltimore: Printed for George Keating's Bookstore. Cited MacGiollabhui (2019), p.113.
18. ↑  Phillips, Kim T. (1977). 《William Duane, Philadelphia's Democratic Republicans, and the Origins of Modern Politics》. 《The Pennsylvania Magazine of History and Biography》 101. (365–387) 368쪽. ISSN 0031-4587. JSTOR 20091178.
19. 1 2  
Weisberger, Bernard A. (2000). 《America Afire: Jefferson, Adams, and the Revolutionary Election of 1800》. New York City: 윌리엄 모로. 187–193, 201쪽. ISBN 978-0380977635.
20. ↑  Full Supreme Court opinion. Law School (보고서). 뉴욕 타임스 대 설리번 사건. 코넬 대학교. 1964. 376 U.S. 254, 276. 2013년 10월 20일에 원본 문서에서 보존된 문서. 2017년 6월 27일에 확인함.
21. ↑  
“An Act Concerning Aliens”. 《memory.loc.gov》. 미국 의회도서관. 1798년 6월 25일. Sess II, Chap. 58; 5th Congress.
22. 1 2  Wood, Gordon S. (2011).  Kennedy, David M., 편집. 《Empire of Liberty: A History of the Early Republic, 1789-1815》. The Oxford History of the United States (영어). New York, NY: 옥스퍼드 대학교 출판부. ISBN 978-0-19-983246-0.
23. 1 2 3  
Smith, James Morton (1954). 《The Enforcement of the Alien Friends Act of 1798》. 《The Mississippi Valley Historical Review》 41. 85–104쪽. doi:10.2307/1898151. ISSN 0161-391X. JSTOR 1898151.
24. 1 2 3 4 5  
Miller, John C. (1951). 《Crisis in Freedom: The Alien and Sedition Acts》. New York: Little Brown and Company.
25. ↑  “An Act respecting Alien Enemies” (PDF). 《library.uwb.edu》. 1798년 6월 25일. Sess II, Chap. 58; 1 Stat. 577 5th Congress; ch. 66. 2016년 12월 20일에 원본 문서 (PDF)에서 보존된 문서. 2016년 12월 9일에 확인함.
26. ↑  “The Alien and Seditions Act | American Experience”. 《www.pbs.org》 (영어). 2022년 7월 13일에 원본 문서에서 보존된 문서. 2023년 12월 13일에 확인함.
27. ↑  Martin 2010, 80쪽.
28. ↑  “Alien Enemies”. Law School. Cornell University. 2013년 10월 19일에 원본 문서에서 보존된 문서. 2013년 10월 17일에 확인함.
29. ↑  Watkins, William J. Jr. (2008). 《Reclaiming the American Revolution》. New York City: 팰그레이브 맥밀런. 28쪽. ISBN 978-0-230-60257-1.
30. ↑  “An Act in addition to the act, entitled, "An Act for the punishment of certain crimes against the United States"”. 《memory.loc.gov》. 미국 의회도서관. 1798년 7월 14일. Sess II, Chap. 74; 5th Congress. 2019년 7월 19일에 원본 문서에서 보존된 문서. 2019년 9월 16일에 확인함.
31. ↑  Gillman, Howard; Graber, Mark A.; Whittington, Keith E. (2012). 《American Constitutionalism》. New York City: 옥스퍼드 대학교 출판부. 174쪽. ISBN 978-0-19-975135-8.
32. ↑  Lendler, Marc (2004). 《'Equally Proper at All Times and at All Times Necessary': Civility, Bad Tendency, and the Sedition Act》. 《Journal of the Early Republic》 24 (Chapel Hill, North Carolina: 노스캐롤라이나 대학교 출판부). 419–444쪽. ISSN 0275-1275. JSTOR 4141440.
33. ↑  Gruberg, Matin (2009). “Benjamin Franklin Bache”. 《The Free Speech Center》 (미국 영어). 2025년 4월 23일에 확인함.
34. ↑  Smith, James Morton (1956), Freedom's Fetters, Ithaca, NY: Cornell University Press, p. 287.
35. ↑  Foner, Eric (2008). 《Give Me Liberty!》. W.W. Norton and Company. 282–283쪽. ISBN 978-0-393-93257-7.
36. ↑  Tyler, Resch. “Anthony Haswell”. 《Bennington Museum》. 2016년 4월 2일에 원본 문서에서 보존된 문서.
37. ↑  Wharton, Francis (1849). 《State Trials of the United States during the administrations of Washington and Adams》. Philadelphia: Carey and Hart. 684–685쪽.
38. 1 2 3 4 5  
Stone, Geoffrey R. (2004). 《Perilous Times: Free Speech in Wartime from the Sedition Act of 1798 to the War on Terrorism》. W. W. Norton & Company. 63–64쪽. ISBN 978-0-393-05880-2.
39. ↑  
Smith, James Morton (1956), 《Freedom's Fetters: The Alien and Sedition Laws and American civil liberties》, Ithaca, NY: Cornell University Press, 270–274쪽
40. 1 2 3  
Tise, Larry E. (1998). 《The American Counterrevolution: a Retreat from Liberty, 1783–1800》. Stackpole Books. 420–421쪽. ISBN 978-0-8117-0100-6.
41. ↑  Curtis, Michael Kent (2000). 《Free speech, "the people's darling privilege": Struggles for freedom of expression in American history》. Duke University Press. 88쪽. ISBN 978-0-8223-2529-1.
42. ↑  Simon, James F. (2003). 《What Kind of Nation: Thomas Jefferson, John Marshall, and the Epic Struggle to Create a United States》. Simon and Schuster. 55쪽. ISBN 978-0-684-84871-6.
43. ↑  Blakemore, Erin (2025년 3월 27일). “What is the Alien Enemies Act? Here's how the 1798 law was invoked in the past.”. 《National Geographic》. 2025년 4월 14일에 확인함.
44. ↑  “74292-005-001 – Alien Enemies Documents (War of 1812), 1812–1815”. 《MS Digital Archives》 (영어). 2022년 7월 15일에 원본 문서에서 보존된 문서. 2022년 7월 15일에 확인함.
45. ↑  Narea, Nicole (2025년 3월 18일). “The ugly history behind the obscure law Trump is using for mass deportations”. 《Vox》 (미국 영어). 2025년 3월 22일에 확인함.
46. ↑  “Proclamation 1364—Declaring That a State of War Exists Between the United States and Germany | The American Presidency Project”. 《www.presidency.ucsb.edu》. 2025년 4월 8일에 확인함.
47. ↑  Supreme Court of the United States (2025년 4월 7일). “Donald J. Trump, President of the United States, et al. v. J.G.G., et al.” (PDF). 《www.supremecourt.gov》.
48. ↑  “Chapter 3 – Alien Enemies”. 《govinfo.gov》. 2022년 7월 15일에 원본 문서에서 보존된 문서. 2022년 7월 15일에 확인함.
49. ↑  “Alien Enemies Act and related World War II presidential proclamations”. 《German American Internee Coalition》. 2024년 4월 17일에 원본 문서에서 보존된 문서. 2016년 8월 16일에 확인함.
50. ↑  Semiannual Report of the War Relocation Authority, for the period January 1 to June 30, 1946, not dated. Papers of 딜런 S. 마이어. Scanned Image 보관됨 18 3월 2025 - 웨이백 머신 trumanlibrary.gov. Retrieved March 18, 2025.
51. ↑  Semiannual Report of the War Relocation Authority, for the period January 1 to June 30, 1946, not dated. Papers of 딜런 S. 마이어. Scanned image at 보관됨 16 6월 2018 - 웨이백 머신 trumanlibrary.org. Retrieved September 18, 2006.
52. ↑  The War Relocation Authority & the Incarceration of Japanese-Americans During World War II, not dated. Timeline. 보관됨 2025-03-18 - 웨이백 머신 trumanlibrary.gov. Retrieved March 18, 2025.
53. ↑  
"The War Relocation Authority and the Incarceration of Japanese Americans During World War II: 1948 Chronology",
Web page
보관됨 2015-11-05 - 웨이백 머신 at www.trumanlibrary.org. Retrieved September 11, 2006.
54. ↑  “Proclamation 2655 – Removal of Alien Enemies”. 《The American Presidency Project》. 2022년 7월 15일에 원본 문서에서 보존된 문서. 2022년 7월 15일에 확인함.
55. ↑  “Proclamation 2662 – Removal of Alien Enemies”. 《The American Presidency Project》. 2022년 7월 15일에 확인함.
56. ↑  “Proclamation 2685 – Removal of Alien Enemies”. 《The American Presidency Project》. 2022년 7월 15일에 원본 문서에서 보존된 문서. 2022년 7월 15일에 확인함.
57. ↑  “Ludecke v. Watkins, 335 U.S. 160 (1948)”. 《U.S. Report》. 1947. 2022년 10월 13일에 원본 문서에서 보존된 문서. 2022년 10월 13일에 확인함 – 미국 의회도서관 경유.
58. ↑  Smith, Arthur L. (2003). 《Kurt Lüdecke: The Man Who Knew Hitler》. 《German Studies Review》 26 (Baltimore, Maryland: 존스 홉킨스 대학교 출판부). 597–606쪽. doi:10.2307/1432749. ISSN 0149-7952. JSTOR 1432749.
59. ↑  “Ludecke v. Watkins, 335 U.S. 160 (1948)”. 《Justia Law》 (영어). 2022년 7월 13일에 확인함.
60. ↑  “50 USC 4202: Statement of the Congress”. 《uscode.house.gov》. 2025년 4월 12일에 확인함.
61. ↑  “Redress and Reparations for Japanese American Incarceration”. 《The National WWII Museum | New Orleans》 (영어). 2021년 8월 13일. 2025년 4월 12일에 확인함.
62. ↑  Montoya-Galvez, Camilo; Watson, Eleanor; D'Agata, Charlie; Gómez, Fin; Sganga, Nicole (2025년 3월 15일). “Trump to invoke wartime Alien Enemies Act of 1798 to carry out deportations to Guantanamo”. 《CBS 뉴스》. 2025년 3월 14일에 원본 문서에서 보존된 문서. 2025년 3월 15일에 확인함.
63. ↑  “Trump vows to invoke a wartime law to deport suspected foreign gang members and drug dealers”. 《NBC 뉴스》 (영어). 2023년 9월 21일. 2024년 10월 13일에 확인함.
64. ↑  Treisman, Rachel (2024년 10월 19일). “Trump is promising deportations under the Alien Enemies Act of 1798. What is it?”. 《내셔널 퍼블릭 라디오》. 2024년 11월 7일에 확인함.
65. ↑  Levin, Bess (2024년 10월 15일). “Trump Plans to Use 18th-Century "Alien Enemies Act" for Mass Deportations”. 《배너티 페어》.
66. ↑  “The Inaugural Address” (미국 영어). 백악관. 2025년 1월 20일. 2025년 3월 17일에 확인함.
67. ↑  “Proclamation 10903 of March 14, 2025: Invocation of the Alien Enemies Act Regarding the Invasion of the United States by Tren de Aragua” (PDF). 《govinfo.gov》. Federal Register, Vol. 90, No. 53. 2025년 3월 14일. 2025년 3월 21일에 확인함.
68. ↑  “Invocation of the Alien Enemies Act regarding the invasion of the United States by Tren de Aragua” (보도 자료) (영어). 백악관. 2025년 3월 15일. 2025년 3월 15일에 원본 문서에서 보존된 문서. 2025년 3월 15일에 확인함.
69. ↑  Garrett, Luke (2025년 3월 16일). “U.S. deports hundreds of Venezuelans to El Salvador, despite court order”. 《NPR》 (영어). 2025년 3월 17일에 확인함.
70. ↑  Ward, Myah; Cheney, Kyle; Bianco, Ali; Gerstein, Josh (2025년 3월 15일). “Federal judge halts deportations after Trump invokes Alien Enemies Act”. 《폴리티코》. 2025년 3월 15일에 확인함.
71. ↑  “Supreme Court backs Trump in controversial deportations case”. 《NPR》 (영어). 2025년 4월 10일에 확인함.
72. ↑  Beitsch, Rebecca; Schonfeld, Zach (2025년 4월 7일). “Supreme Court lifts orders blocking Trump from deporting Venezuelans under Alien Enemies Act”. 《더 힐》. 2025년 4월 9일에 확인함.
73. ↑  Stern, Mark Joseph (2025년 4월 19일). “The Supreme Court's Late-Night Rebuke to Trump Is Extraordinary in More Ways Than One”. 《Slate》 (미국 영어). ISSN 1091-2339. 2025년 4월 23일에 확인함.

## 서지
- Martin, Susan F. (2010). 《A Nation of Immigrants》. 케임브리지 대학교 출판부. doi:10.1017/CBO9780511777943. ISBN 978-0511777943. S2CID 7071386.

## 더 읽어보기
- Berkin, Carol. A Sovereign People: The Crises of the 1790s and the Birth of American Nationalism (2017) pp 201–44. [{{{설명}}}]
- Berns, Walter (1970). 《Freedom of the Press and the Alien and Sedition Laws: A Reappraisal》. 《Supreme Court Review》 1970. 109–159쪽. doi:10.1086/scr.1970.3108724. JSTOR 3108724. S2CID 147242863.
- 버드, 웬델. Criminal Dissent: Prosecutions under the Alien and Sedition Acts of 1798. 하버드 대학교 출판부, 2020. [{{{설명}}}]
- Bird, Wendell. Press and Speech Under Assault: The Early Supreme Court Justices, the Sedition Act of 1798, and the Campaign Against Dissent. 뉴욕: 옥스퍼드 대학교 출판부, 2016. ISBN 0190461624
- Elkins, Stanley M.; McKitrick, Eric (1995). 《The Age of Federalism》. [{{{설명}}}]
- Halperin, Terri Diane. The Alien and Sedition Acts of 1798: Testing the Constitution. 존스 홉킨스 대학교 출판부, 2016. [{{{설명}}}]
- Jenkins, David (April 2001). 《The Sedition Act of 1798 and the Incorporation of Seditious Libel into First Amendment Jurisprudence》. 《The American Journal of Legal History》 45. 154–213쪽. doi:10.2307/3185366. JSTOR 3185366.
- Martin, James P. (Winter 1999). 《When Repression Is Democratic and Constitutional: The Federalist Theory of Representation and the Sedition Act of 1798》. 《University of Chicago Law Review》 66. 117–182쪽. doi:10.2307/1600387. JSTOR 1600387.
- Miller, John Chester (1951). 《Crisis in Freedom: The Alien and Sedition Acts》. New York: Little Brown and Company.
- Rehnquist, William H. (1994). 《Grand Inquests: The Historic Impeachments of Justice Samuel Chase and President Andrew Johnson》.[{{{설명}}}] 체이스는 선동법에 따른 재판에서의 행동으로 탄핵되었으나 무죄를 선고받았다.
- Rosenfeld, Richard N. (1997). 《American Aurora: A Democratic-Republican Returns: The Suppressed History of Our Nation's Beginnings and the Heroic Newspaper That Tried to Report It》. New York: St. Martin's Press. ISBN 978-0312150525.
- Smith, James Morton (1956). 《Freedom's Fetters: The Alien and Sedition Laws and American Civil Liberties》. Ithaca NY: Cornell University Press.
- Stone, Geoffrey R. (2004). 《Perilous Times: Free Speech in Wartime from The Sedition Act of 1798 to the War on Terrorism》. W.W. Norton & Co. ISBN 978-0393058802.
- Taylor, Alan (2004). 〈The Alien and Sedition Acts〉.   Zelizer, Julian E. 《The American Congress》. Houghton Mifflin. 63–76쪽. ISBN 978-0618179060.
- 와인애플, 브렌다, "Our First Authoritarian Crackdown" (웬델 버드, Criminal Dissent: Prosecutions under the Alien and Sedition Acts of 1798, 하버드 대학교 출판부, 2020, 546쪽) 서평, 뉴욕 리뷰 오브 북스, vol. LXVII, no. 11 (2020년 7월 2일), pp. 39–40. 와인애플은 다음과 같이 맺는다: "제퍼슨이 모든 것을 말했다: '나는 내가 생각하는 것을 써야 할까 봐 두렵거나, 내 나라가 이런 상태를 견뎌야 할까 봐 두렵다.'"
- Wright, Barry (April 2002). 《Migration, Radicalism, and State Security: Legislative Initiatives in the Canada and the United States c. 1794–1804》. 《Studies in American Political Development》 16. 48–60쪽. doi:10.1017/S0898588X02000032 (년 이후로 접속 불가 2025-06-10). S2CID 145076899.
- Zelizer, Julian E., ed. The American Congress: The Building of Democracy (Houghton Mifflin. 2004) pp. 63–76. [{{{설명}}}]

### 1차 자료
- Randolph, J.W. 1799–1800년 버지니아 보고서, 외국인 및 선동법 관련; 1798년 12월 21일 버지니아 결의안, 버지니아 하원에서 이에 대한 논쟁 및 절차, 그리고 보고서 및 결의안을 설명하는 몇몇 다른 문서들